# Penisola di Crozon

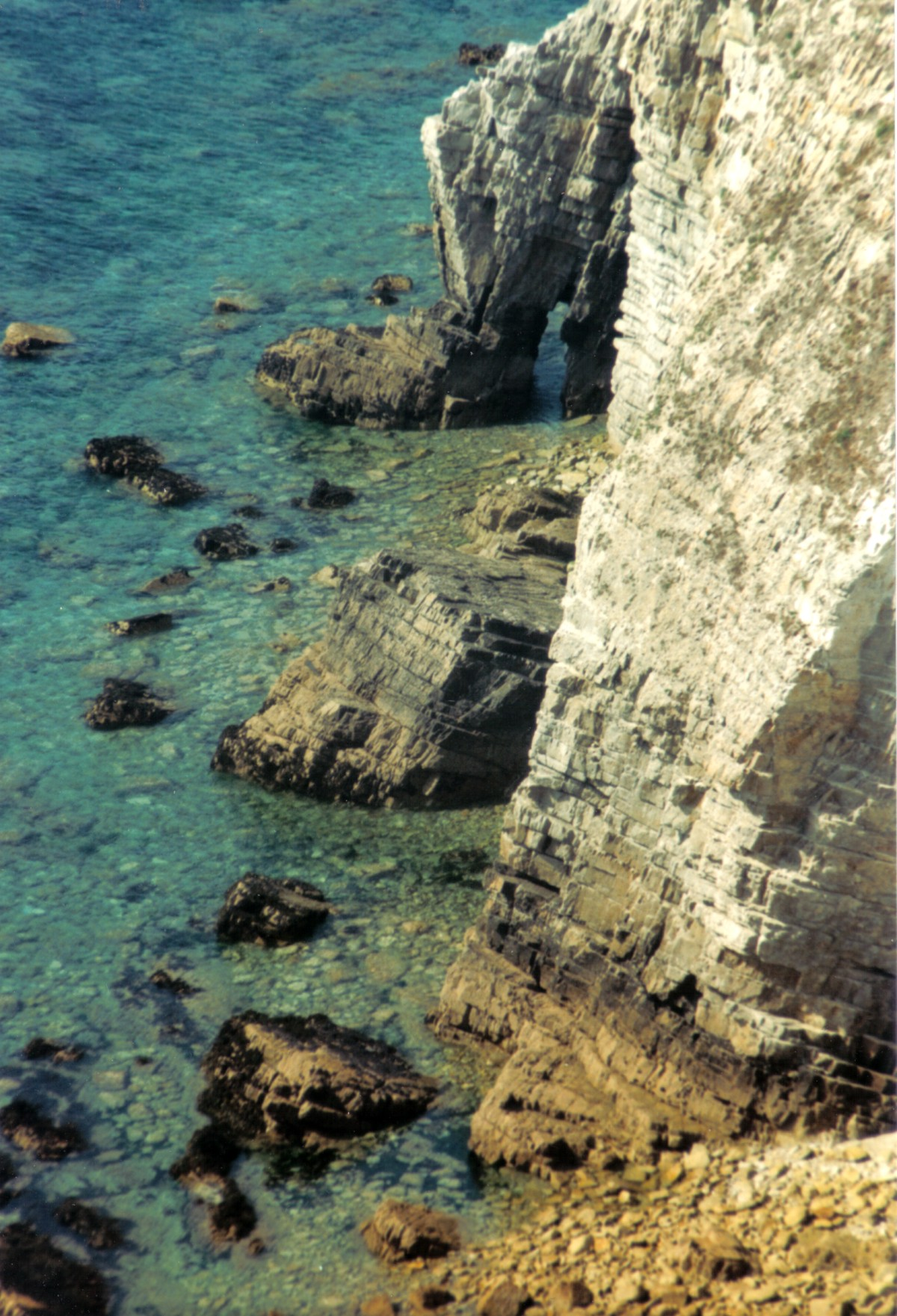
Penisola di Crozon: le scogliere della Pointe de Dinan

La penisola di Crozon (in francese: presqu'île de Crozon, dal nome del comune omonimo) è una penisola nell'estremità nord-occidentale della Francia, situata nel dipartimento del Finistère, nel nord-ovest della Bretagna, e che si affaccia sul Mare d'Iroise, sulla rada di Brest e sulla Baia di Douarnenez (Oceano Atlantico).

## Descrizione
L'intera penisola, che si caratterizza per la sua forma che ricorda quella di una croce, fa parte del Parco Naturale Regionale d'Armorica (Parc Naturel Régional d'Armorique).
Il centro principale della penisola è la località balneare di Crozon (bret. Kraozon), da cui la penisola stessa – come detto – prende il nome. Vi si trovano inoltre altre celebri località balneari, quali Camaret-sur-Mer (bret. Kameled) e Morgat (bret. Morgad, frazione di Crozon) e cinque promontori.
All'interno del suo territorio si trova la base militare per i sottomarini della marina francese, presso Île Longue.

## Geografia

### Collocazione
La penisola di Crozon si trova nella parte centrale della costa occidentale del Finistère, a sud di Brest e di Plougastel-Daoulas, a sud-est della Pointe Saint-Mathieu, a nord di Cap Sizun e di Douarnenez e a nord-ovest della Pointe du Raz e della Pointe du Van ed è delimitata ad est dal Ménez-Hom (bret. Menez C'homm), montagna sacra per i Celti situata ai margini delle Montagnes Noires.

A nord, è bagnata dalla rada di Brest, ad ovest dal Mare d'Iroise e a sud dalla Baia di Douarnenez.

### Comuni compresi nel territorio della penisola
Tra i comuni che si trovano nella penisola di Crozon, vi sono, tra l'altro:
- Argol
- Camaret-sur-Mer
- Crozon
- Landévennec
- Lanvéoc
- Roscanvel
- Telgruc-sur-Mer

### Capi e promontori della penisola
- Cap de la Chèvre
- Pointe de Dinan
- Pointe des Espagnols
- Pointe de Pen-Hir
- Pointe du Toulinguet